# Xanthoparmelia perrugata
Xanthoparmelia perrugata är en lavart som först beskrevs av William Nylander och som fick sitt nu gällande namn av O. Blanco, A. Crespo, John Alan Elix, David Leslie Hawksworth & Lumbsch. 
Xanthoparmelia perrugata ingår i släktet Xanthoparmelia och familjen Parmeliaceae. Inga underarter finns listade i Catalogue of Life.